# Helen Reeves
Helen Reeves (Nottingham, 6 de setembro de 1980) é uma ex-canoísta de slalom britânica na modalidade de canoagem.

## Carreira
Foi vencedora da medalha de bronze em Slalom K-1 em Atenas 2004.